# Euphyllia fimbriata
Euphyllia fimbriata är en korallart som först beskrevs av Lorenz Spengler 1799.  Euphyllia fimbriata ingår i släktet Euphyllia och familjen Euphyllidae. Inga underarter finns listade i Catalogue of Life.